# Al-Basayta
al-Basayta (arabisch التسيطة, DMG al-Basaiṭa) ist ein großes landwirtschaftlich genutztes Gebiet in der Provinz Dschauf in Saudi-Arabien.
Das Gebiet befindet sich nordöstlich der Stadt Tabuk an der Grenze zu Jordanien. Das Gebiet besteht aus zahlreichen runden Feldern, die mit Hilfe einer sich drehenden Bewässerungsvorrichtung bewässert werden.